# Troublegum
Albums de Therapy?
Nurse Infernal Love
Troublegum  est le deuxième album du groupe Therapy?.

## Liste des titres
1. "Knives" (Cairns) – 1:55
2. "Screamager" (Cairns/McKeegan/Ewing) – 2:36
3. "Hellbelly" (Cairns) – 3:21
4. "Stop It You're Killing Me" (Cairns) – 3:50
5. "Nowhere" (Cairns/McCarrick) – 2:26
6. "Die Laughing" (Cairns/McKeegan/Ewing) – 2:48
7. "Unbeliever" (Cairns) – 3:28
8. "Trigger Inside" (Cairns) – 3:56
9. "Lunacy Booth" (Cairns) – 3:55
10. "Isolation" (Curtis/Sumner/Hook/Morris) – 3:10
11. "Turn" (Cairns/McKeegan/Ewing) – 3:50
12. "Femtex" (Cairns) – 3:14
13. "Unrequited" (Cairns) – 3:03
14. "Brainsaw" (Cairns) / "You Are My Sunshine" (Davis/Mitchell) [piste cachée] – 3:58 (25:27)
15. "Pantopon Rose" (Cairns/McKeegan) – 2:19 (version japonaise)

## Production
- Andy Cairns - chanteur/guitare
- Fyfe Ewing - batterie/voix
- Michael McKeegan - guitare basse/voix
- Page Hamilton - guitare sur "Unbeliever"
- Lesley Rankine - voix sur "Lunacy Booth"
- Martin McCarrick - sur "Unrequited"
- Eileen Rose - voix sur "Femtex"
- Chris Sheldon - producteur/ingénieur son
- Nigel Rolfe - photographie
- Stuart Smyth - photographie
- Valerie Phillips - photographie
- Jeremy Pearce - design
- Simon Carrington - design